# ترولس ماروگورد
ترولس ماروگورد (سوئدی: Truls Möregårdh؛ زادهٔ ۱۶ فوریهٔ ۲۰۰۲) بازیکن تنیس روی میز اهل سوئد است.
وی در مسابقات کشوری و بین‌المللی در مجموع برندهٔ ۶ مدال طلا، ۸ مدال نقره، ۴ مدال برنز شده است.